# يان بيلي (كاتب)
يان بيلي (بالإنجليزية: Ian Bailey)‏ هو كاتب بريطاني، ولد في 1959.